# ペスカンティーナ
ペスカンティーナ（伊: Pescantina）は、イタリア共和国ヴェネト州ヴェローナ県にある、人口約17,000人の基礎自治体（コムーネ）。

## 地理

### 位置・広がり

#### 隣接コムーネ
隣接するコムーネは以下の通り。
- ブッソレンゴ
- パストレンゴ
- サン・ピエトロ・イン・カリアーノ
- サンタンブロージョ・ディ・ヴァルポリチェッラ
- ヴェローナ

### 気候分類・地震分類
気候分類では、zona E, 2324 GGに分類される。
また、イタリアの地震リスク階級 (it) では、zona 2 (sismicità media) に分類される。

## 行政

### 分離集落
ペスカンティーナには、以下の分離集落（フラツィオーネ）がある。
- Arcé, Balconi, Ospedaletto, Santa Lucia, Settimo

## 姉妹都市
- Siedlce、ポーランド 1993年